# Gumboot

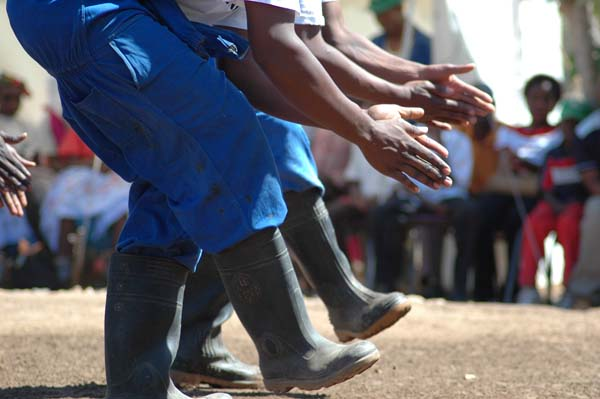
Ejecutantes de gumboot.

La danza gumboot o gumboots, también conocida en zulú como isicathulo, es una danza originaria de Sudáfrica en la que los ejecutantes que llevan puestas unas botas de goma realizan rutinas de percusión corporal en las que se incluyen los sonidos que se pueden obtener de las botas de goma. Estos sonidos constituían una serie de códigos o avisos diferentes para transmitir un mensaje a otra persona situada a poca distancia. Este sistema fue empleado para que los trabajadores pudiesen comunicarse entre sí en las minas, ya que estaba rigurosamente prohibido hablar.

## Origen
Durante los opresivos tiempos del apartheid en Sudáfrica la danza gumboot surgió entre los esclavos de color que trabajaban encadenados en la profundidad de las minas de oro de Witwatersrand cerca de Johannesburgo. Utilizaban estas rutinas como medio de comunicación alternativo, puesto que tenían prohibido hablar entre ellos bajo amenaza de recibir un castigo por parte del jefe. En la superficie estos golpecitos y palmadas se convirtieron en elaboradas danzas que se ejecutaban durante el tiempo libre. Debido a que muchos mineros provenían de áreas rurales, incluyeron los bailes tradicionales de su tierra como una oportunidad para expresar sus raíces culturales. Inicialmente los jefes trataron de prohibir estas danzas pero luego vieron que podía tener efectos positivos en el trabajo. De esta manera aparecieron competiciones, grupos de danza gumboot y espectáculos que se convirtieron en parte de la vida social en las minas.

«La historia de la danza gumboot en Sudáfrica es similar: concebida por los mineros negros como una alternativa a los tambores que las autoridades restringieron, utilizaba los objetos disponibles, tales como botas de agua, latas y tapones de botellas.»

Las botas de goma pasaron a formar parte de la indumentaria para solucionar un problema consistente en que las minas de oro con frecuencia estaban inundadas de aguas infestadas y los hombres eran obligados a trabajar largas jornadas con el agua hasta las rodillas. Este tipo de calzado recibe otros nombres como "botas Wellington" en el ámbito anglosajón y "gumboots" en Sudáfrica.

«Los suelos de las minas a menudo estaban inundados, con un drenaje pobre o inexistente. Para los mineros, las horas que permanecían de pie en aguas infectadas que les llegaban hasta las rodillas les provocaban úlceras en la piel, problemas en los pies y la consiguiente pérdida de tiempo de trabajo. Los patrones descubrieron que el suministro de gumboots (botas de agua) a los trabajadores era más barato que intentar drenar las minas. Esto dio lugar al uniforme de los mineros, consistente en grandes negras botas de agua, pantalones vaqueros, el torso descubierto y pañuelos para absorber el sudor que iba hacia los ojos.»

Este sistema de comunicación surgido en la clandestinidad en el fondo de las minas, ganó aceptación lentamente en la superficie y se convirtió en una forma de expresión social y cultural que ha adquirido relevancia a nivel internacional. Actualmente la interpretan niños en las escuelas, estudiantes universitarios y grupos de trabajadores, incluyendo algunos grupos de mineros. Con frecuencia se encuentran grupos de danza gumboot en las calles y plazas de las zonas turísticas en Sudáfrica, tales como Victoria & Alfred Waterfront en Ciudad del Cabo.

## Descripción

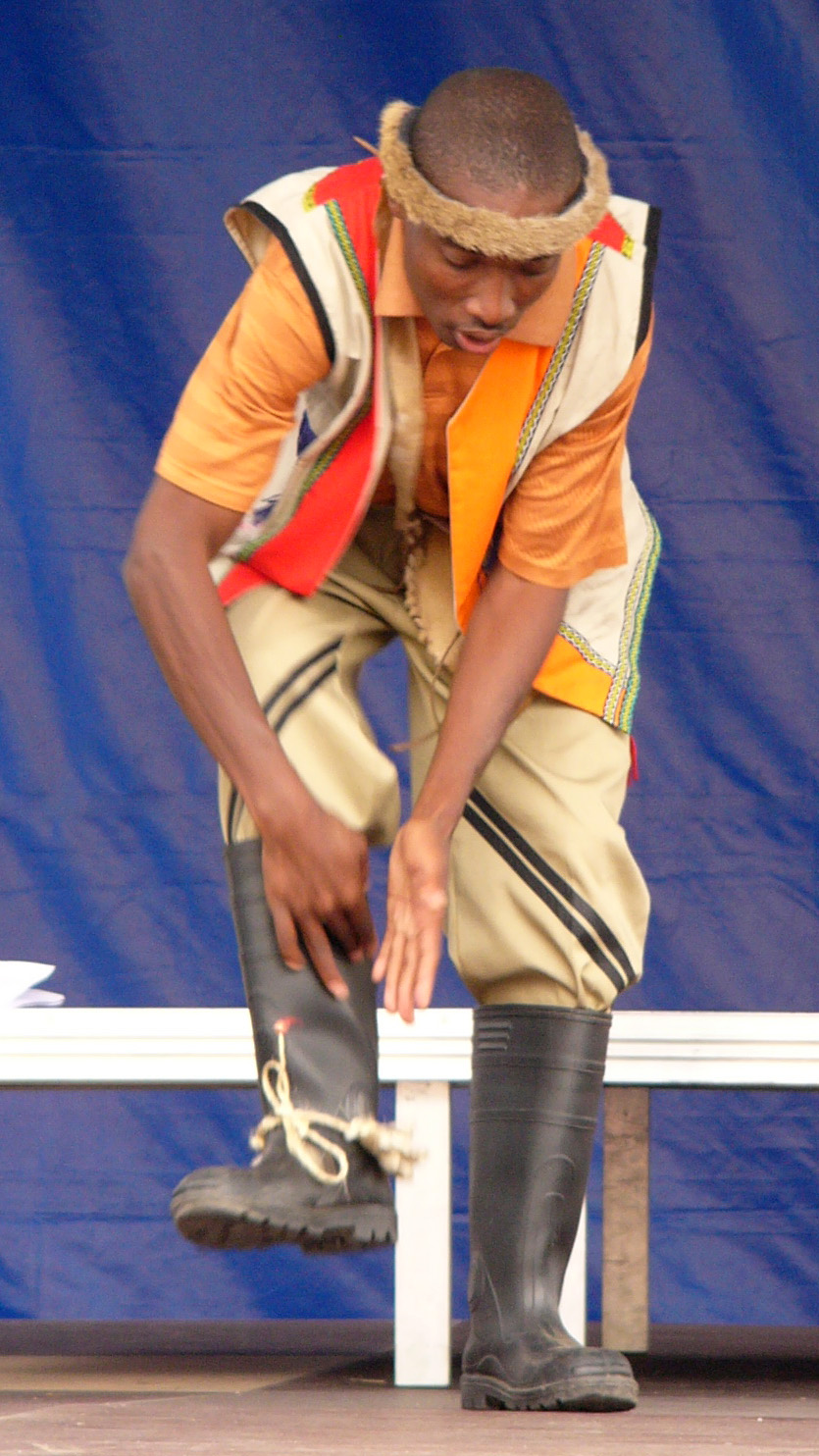
Ejecutante de gumboot en un espectáculo sobre la cultura zulú celebrado en Olomouc, República Checa.

La danza surge bajo un sistema opresivo y unas duras condiciones de trabajo. Muchos de los pasos y rutinas son parodias de los oficiales y guardias que controlaban las minas y los cuarteles de los trabajadores. Al igual que en otras formas de danza africana, el gumboot utiliza los conceptos de la polirritmia y la articulación total del cuerpo, basándose en las danzas culturales de los mineros africanos. Se trata de una danza percusiva que se lleva a cabo con los únicos idiófonos (objetos de la vida cotidiana que vibran por ellos mismos), a los que tenían acceso, esto es, su propio cuerpo y las botas de goma. Las botas pueden ser adornadas con cascabeles para que suenen cuando los bailarines pisan el suelo. Es similar en ejecución y estilo a las formas de "stepping" interpretadas por las fraternidades y hermandades afroamericanas.

## Apariciones fuera del contexto básico
La danza es el punto culminante de la ejecución de Black Umfolosi, un prominente grupo de música folk de Zimbabue.
En 1986 se publicó el álbum Graceland del cantante pop estadounidense Paul Simon, que contiene una canción titulada "Gumboots". Está interpretada en el estilo township jive (mbaqanga) de Sudáfrica y contiene las ejecuciones de los miembros del grupo Boyoyo Boys.
En 2008 el compositor británico-estadounidense David Bruce escribió un quinteto de clarinete titulado "Gumboots", que está inspirado en esta danza. La obra fue encargada por el Carnegie Hall en 2008 y puede ser escuchada en su totalidad en su página web, interpretada por Todd Palmer y el St. Lawrence String Quartet.
Desde la década de 1990 el Coro Escolar Drakensberg Boys ha basado en este baile la parte folclórica-africana de su repertorio. Introducen algunas modificaciones relacionadas con su vestuario para los conciertos; la primera variante es un atuendo clásico «de hombre blanco» y la segunda variante son las botas de agua de color blanco.
En 2017 fue creado World of Step por el director creativo, Chuck Maldonado, y la fundadora de Art of Stepping, Jessica 'Remo' Saul, en respuesta directa a preservar el componente histórico del baile con botas de goma para compartirlo con el gran público.

## Discografía
- 2003 – Gumboot guitar. Zulu street guitar music from South Africa (Music Collection of the British Library Sound Archive). Grabaciones de Janet Topp Fargion, Albert Nene. Topic Records TSCD923.[10]